# Civiglio

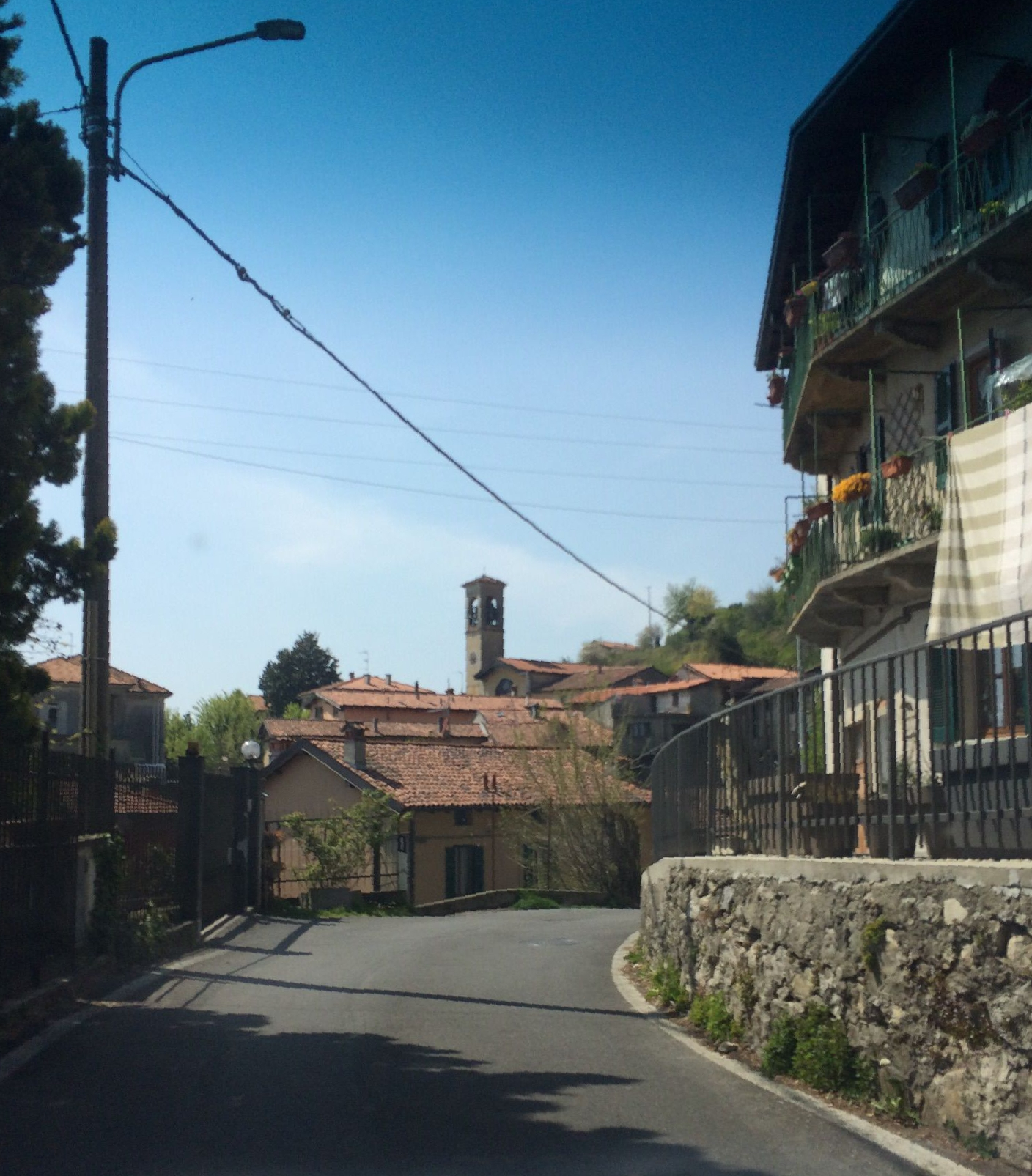
Blick auf das Zentrum von Civiglio

Civiglio ist ein Stadtteil von Como in der Region Lombardei im Norden Italiens. Er liegt im Westen des Zentrums von Como im Gebirge des Triangolo Lariano auf einer Höhe von rund 600 Metern Seehöhe. Die Nachbarorte von Civiglio sind Brunate im Nordwesten und Ponzate im Südosten.

## Radsport
Im Straßenradsport gelangte Civiglio durch das Eintagesrennen der Lombardei-Rundfahrt zu größerer Bekanntheit. Im Jahr 2004 schien der Anstieg erstmals im Finale des Rennens auf, wurde jedoch von der kürzeren und flacheren Ostseite befahren. 2015 wurde erstmals die Südwest-Auffahrt von Granzola befahren, die auf einer Länge von 4,3 Kilometern eine durchschnittliche Steigung von 9,7 % aufweist. Zudem werden im oberen Teil des Anstiegs Rampen von bis zu 14 % erreicht. Neben der anspruchsvollen Auffahrt, stellt auch die technische Abfahrt von Civiglio einen entscheidenden Abschnitt der Strecke dar. So setzte sich im Jahr 2015 der Italiener Vincenzo Nibali in der Abfahrt ab und triumphierte anschließend in Como. Die Südwest-Auffahrt schien seit der Erstbefahrung vier weitere Male im Programm der Lombardei-Rundfahrt auf und soll auch 2022 wieder als vorletzter Anstieg rund 15 Kilometer vor dem Ziel überquert werden.
Neben der Lombardei-Rundfahrt wurde der Anstieg nach Civiglio im Rahmen des Giro d’Italia im Jahr 2019 auf der 15. Etappe überquert. Die Bergwertung der 3. Kategorie sicherte sich damals der Italiener Dario Cataldo.

## Sehenswürdigkeiten
- Monumento ai Caduti di Civiglio (Kriegerdenkmal)
- Chiesa di San Tommaso (Kirche)